# Aureoboletus moravicus
Aureoboletus moravicus (Václav Vacek, 1946 ex Wolfgang Klofac, 2010), sin. Xerocomus moravicus (Václav Vacek, 1946), ex Josef Herink, 1964), din încrengătura Basidiomycota în familia Boletaceae și de genul Aureoboletus, este o specie de ciuperci comestibile rar întâlnită. Acest burete coabitează, fiind un simbiont micoriza (formând micorize pe rădăcinile de arbori). Un nume popular nu este cunoscut. În România, Basarabia și Bucovina de Nord trăiește în grupuri mici, prin păduri de foioase mai călduroase, preponderent sub stejari, dar, de asemenea sub fagi. Perioada de apariție este din (iunie) iulie până în octombrie.

## Taxonomie

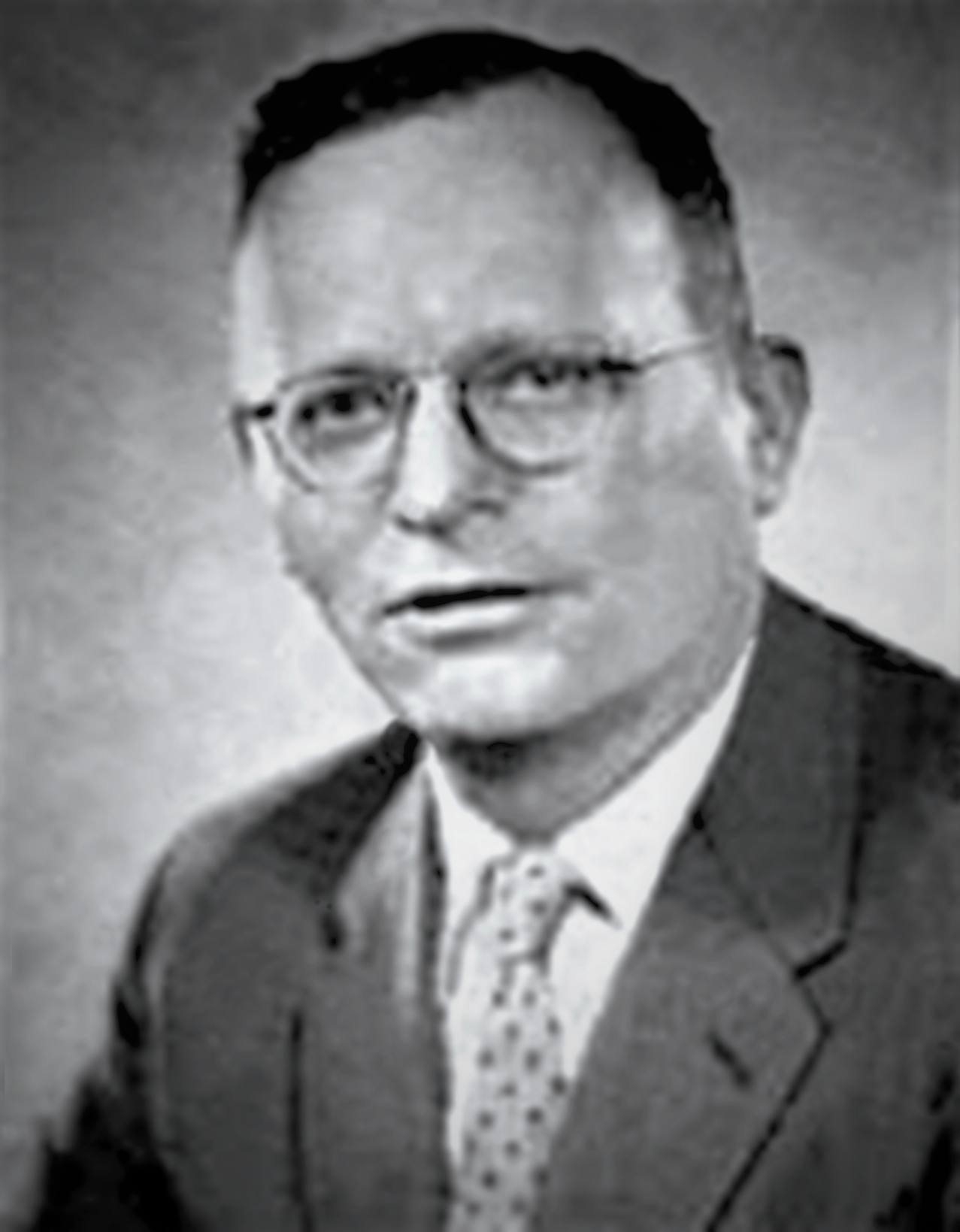
Rolf Singer

Specia a fost descrisă pentru prima dată corect sub denumirea Xerocomus boudieri de micologul german Rolf Singer în volumul 40 al jurnalului micologic Annales Mycologici din 1942.
Dar numele binomial hotărât este Boletus moravicus, determinat de micologul ceh Václav Vacek în volumul 7 al jurnalului botanic Studie Botanické Československý din 1946.
Apoi, în 1964, compatriotul lui Vacek, anume Josef Herink, a transferat specia la genul Xerocomus sub păstrarea epitetului, de verificat în volumul 18 al jurnalului pentru micologie Česká mykologie.
În 2010, specia a fost mutată de acolo din motive filogenetice moleculare la genul Aureoboletus de către micologul austriac Wolfgang Klofac, de verificat în volumul 19 al jurnalului micologic Österreichische Zeitschrift für Pilzkunde, fiind numele curent valabil (2024). Toate celelalte denumiri sunt acceptate ca sinonime.
Epitetul specific moravicus se referă la regiunea Moravia, unde specia a fost descoperită și descrisă pentru prima oară.

## Descriere
- Pălăria: are un diametru de 3-8 (12) cm, este destul decompactă, devenind cu avansarea în vârstă mai moale, inițial semisferică cu bordura răsfrântă în jos, apoi convexă, mai târziu aplatizată, câteodată îndoită în sus spre margine. Cuticula este uscată, fin catifelată pana la slab pâsloasă, cu crăpături mici poligonale cu un mic spațiu liber spre margine la maturitate, ceea ce lasă o privire asupra pulpei subiacente gălbuie. Coloritul poate fi galben cu tente mai mult sau mai puțin roșiatice, brun-gălbui, brun-ocraceu, brun-cenușiu, brun-roșcat, chiar și maro închis sau brun-vișiniu.
- Tuburile: cilindrice, de lungime medie, sunt adnat-nemărginite la picior sau se curbează ușor în sus. Coloritul la început galben auriu, devine cu timpul bej-gălbui, galben tern până la galben-verzui, la bătrânețe galben-măsliniu, fiind neschimbabil la tăiere.
- Porii: mai întâi mici, strânși și rotunzi, apoi mai largi și colțoși, con-colorați cu tuburile, în vârstă uneori pătați maronii sau portocalii, sunt și ei neschimbabili prin presiune.
- Piciorul: destul de robust cu o înălțime de 4-8 cm și o lățime de 1-3 cm este cilindric sau slab în formă de măciucă, îngroșat la mijloc respectiv spre bază, care însă se termină într-un vârf alungit. Suprafața netedă, uneori brăzdată longitudinal cu nervuri, cu baza radiantă și pruinoasă, este de culoare galbenă cu tonuri maronii dar galben-brună la bază, fără nuanțe roșiatice. Nu prezintă un inel. Baza tulpinii este adesea lipită de [jir|uri]] de fag.
- Carnea: relativ groasă este destul de tare în tinerețe, mai fragedă și albicioasă în pălărie, sub cuticulă brun deschisă, în picior mai fibroasă și galbenă precum la baza inferioară maroniu-măslinie. La presiune și în secțiune nu se albăstrește. Mirosul este plăcut de ciuperci spre neutru, iar gustul plăcut.[3][4][5]
- Caracteristici microscopice: sporii netezi, sub-fusiformi până elipsoidali, fără dungi, gălbui în apă, cu o depresiune supra-apiculară, măsoară 12-15 x 4,8-6,5 microni. Pulberea lor este brun-măslinie. Basidiile clavate cu patru sterigme fiecare („tetrasporice”) au o dimensiune de 28-38 x 11-12 microni. Pileocistide (elemente sterile de pe suprafața pălăriei) sunt alcătuite dintr-un trichoderm de hife septate, subiacente cu incrustații granulare și terminale neîncrustate, având o dimensiune de 35-58 x 8-12 microni. Cistidele (elemente sterile situate în stratul himenal sau printre celulele din pielița pălăriei și a piciorului, probabil cu rol de excreție) sunt clavate, asemănătoare basidiilor, dar și lung-cilindrice, proeminente deasupra acelora, măsurând 40-55 x 6,5-8 microni. Articulații cu cataramă nu s-au observat.[10]
- Reacții chimice: carnea se decolorează cu acid sulfuric roz-portocaliu, devenind cu timpul mai palidă, iar cuticula portocaliu, cuticula sub aburi de azot portocaliu de caise, cu azotat de argint baza tuburilor sumbru gri, cu hidroxid de potasiu cuticula și suprafața cojii a pălăriei obtuz roșiatic precum carnea și tuburile obtuz portocaliu și cu sulfat de fier gri-verzui.[11]

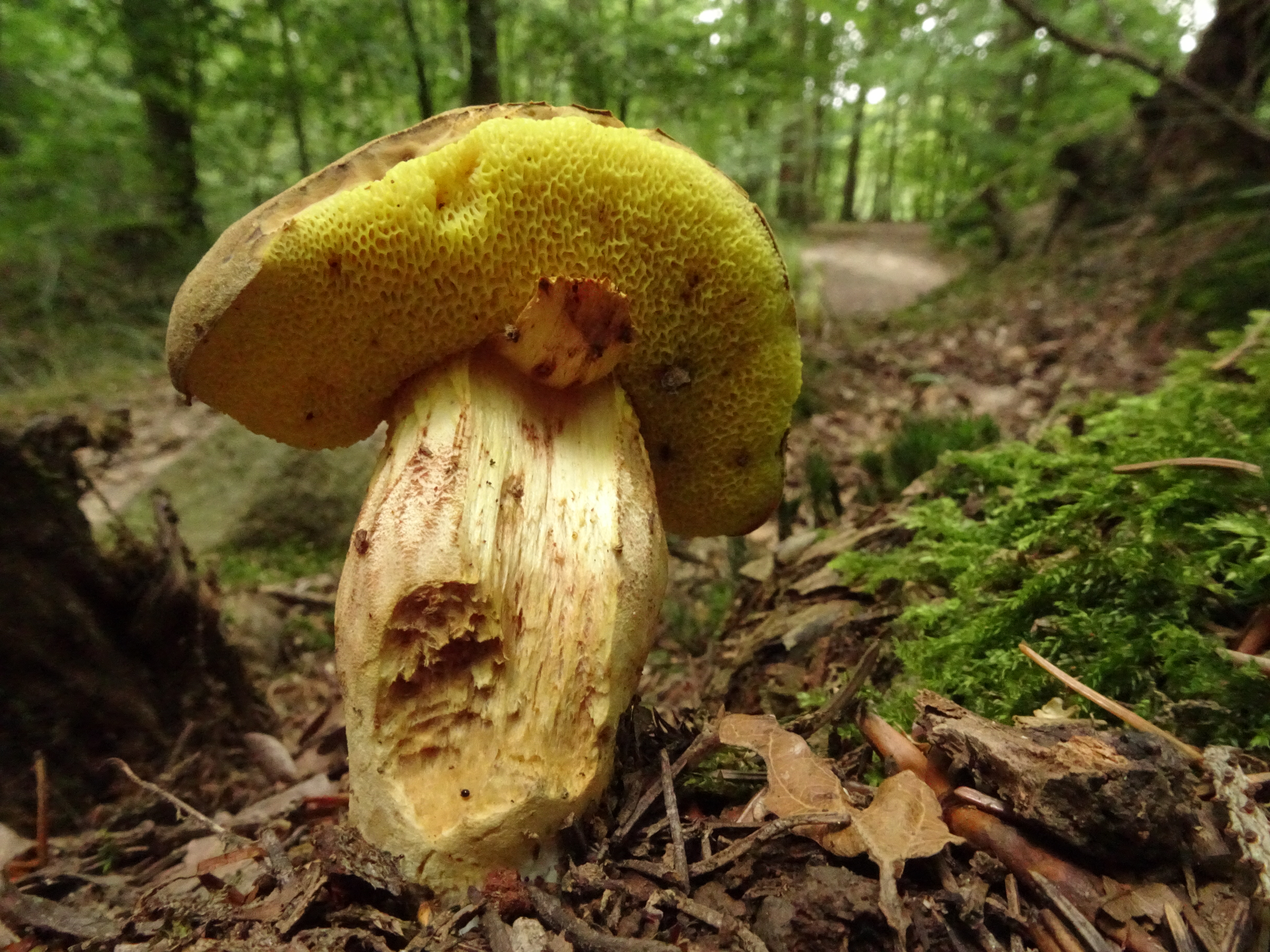
A. moravicus, lamele și picior
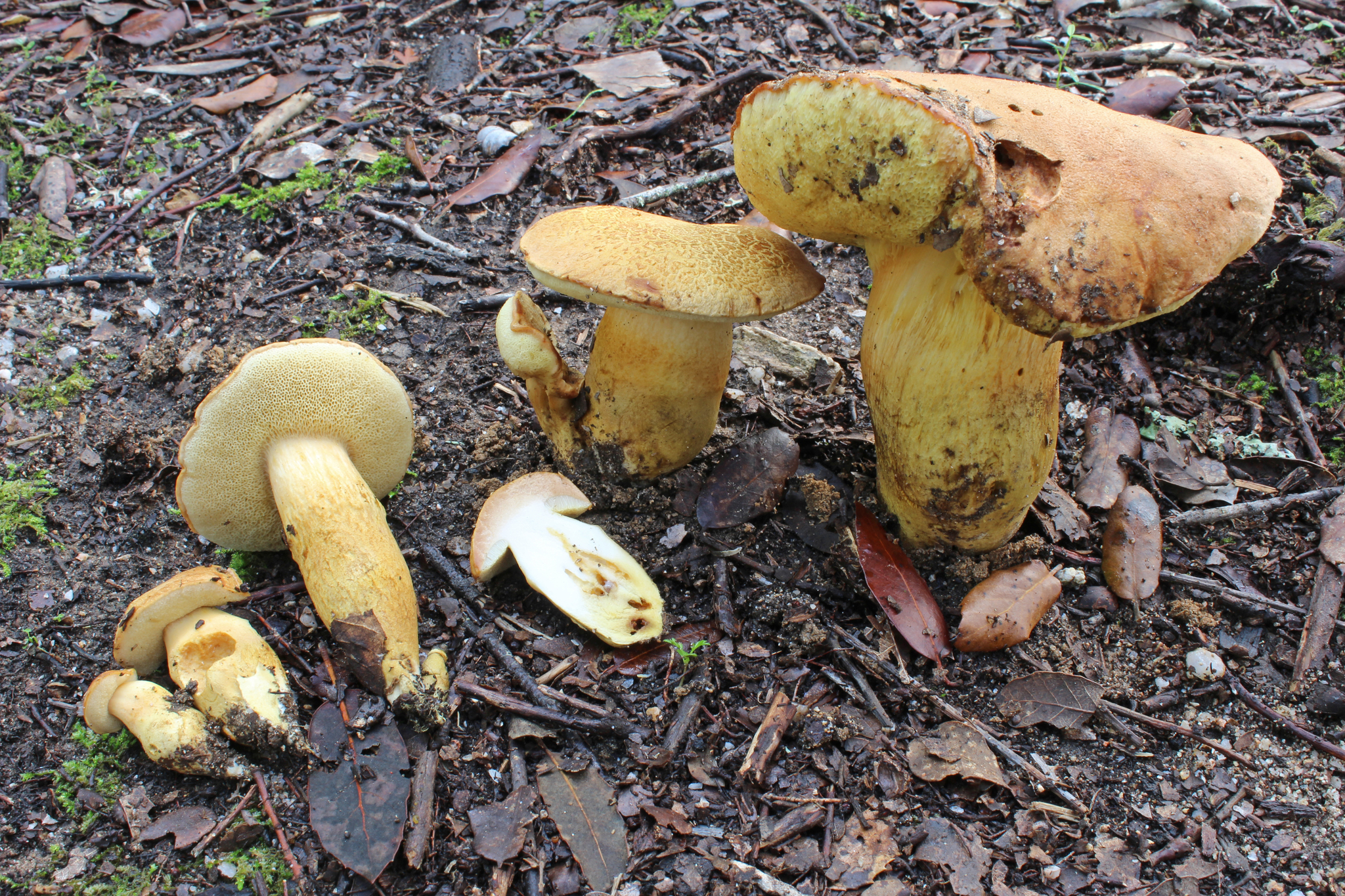
A. moravicus sin. Xerocomus moravicus

## Confuzii
Buretele poate fi confundat numai cu specii comestibile de exemplu cu Aureoboletus gentilis, Aureoboletus projectellus sin. Boletus projectellus, Buchwaldoboletus lignicola sin. Pulveroboletus lignicola, Gyroporus castaneus,  Imleria badia sin. Boletus badius, Suillus bovinus, Suillus cavipes, Suillus variegatus, Xerocomellus chrysenteron sin. Boletus chrysenteron, Xerocomellus pruinatus sin. Boletus pruinatus, Xerocomus pruinatus, Xerocomus ferrugineus sin. Boletus ferrugineus, Xerocomellus rubellus sau Xerocomus subtomentosus sin. Boletus subtomentosus.

## Specii asemănătoare

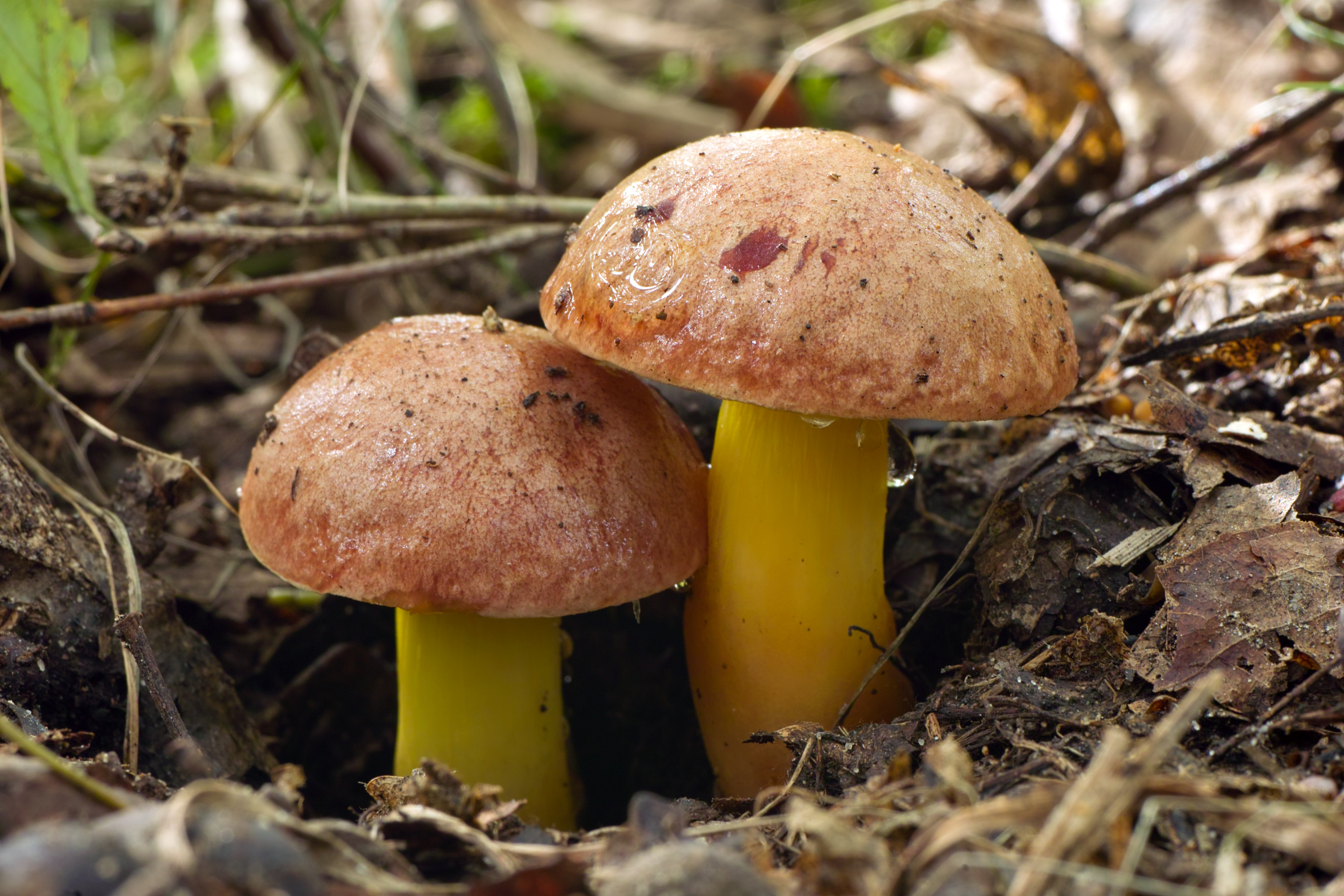
Aureoboletus gentilis
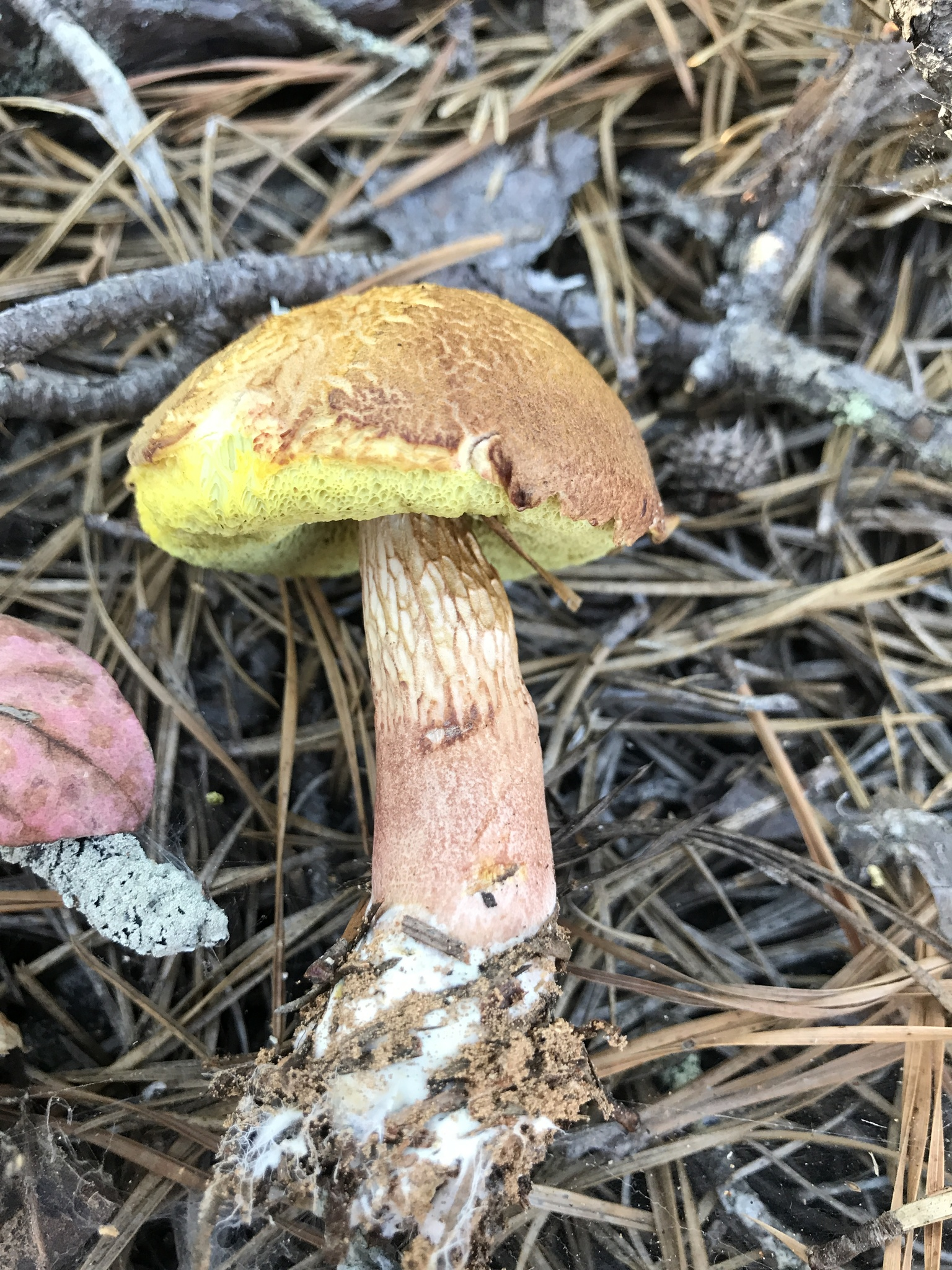
Aureoboletus projectellus sin. Boletus projectellus
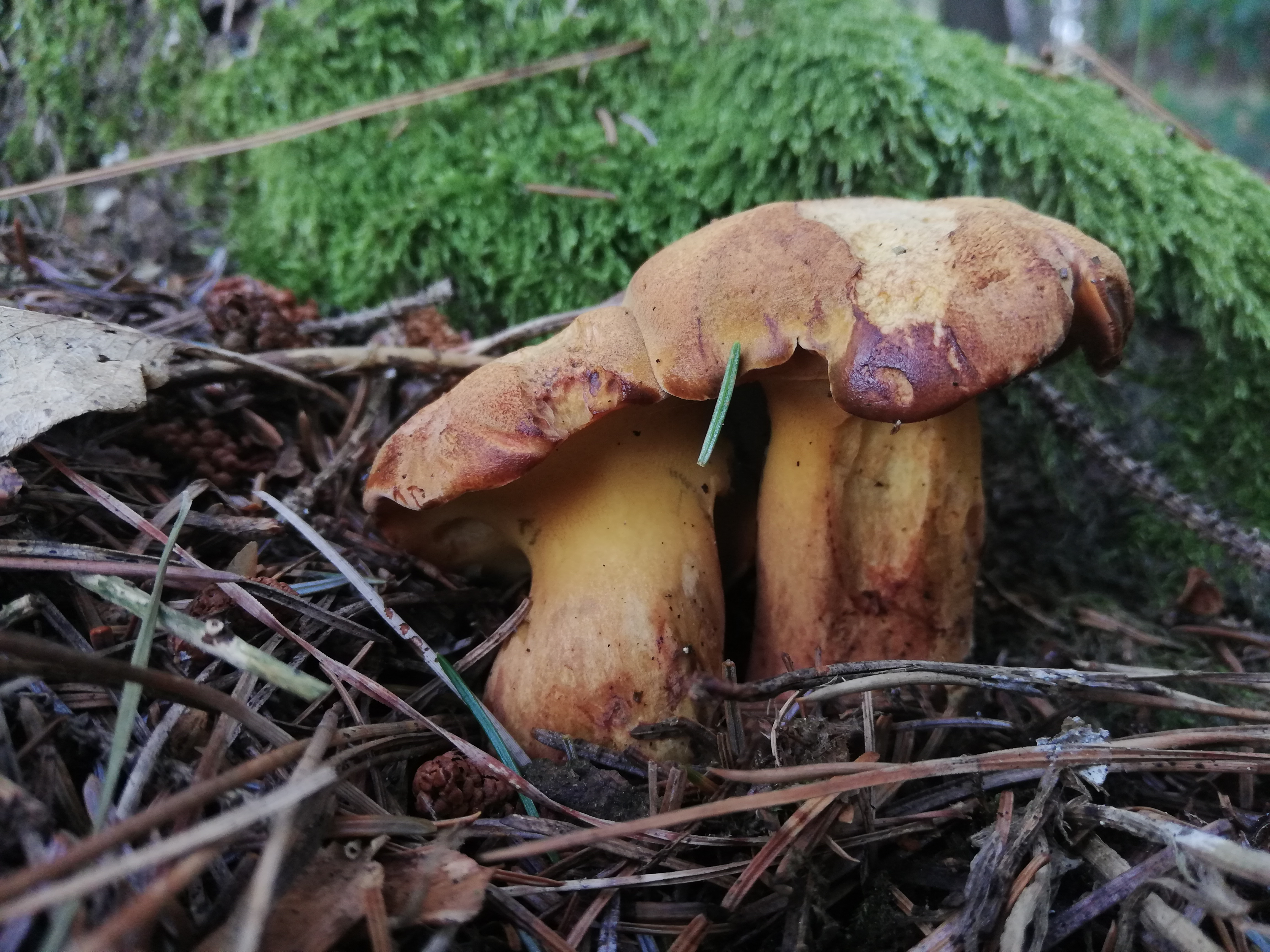
Buchwaldoboletus lignicola
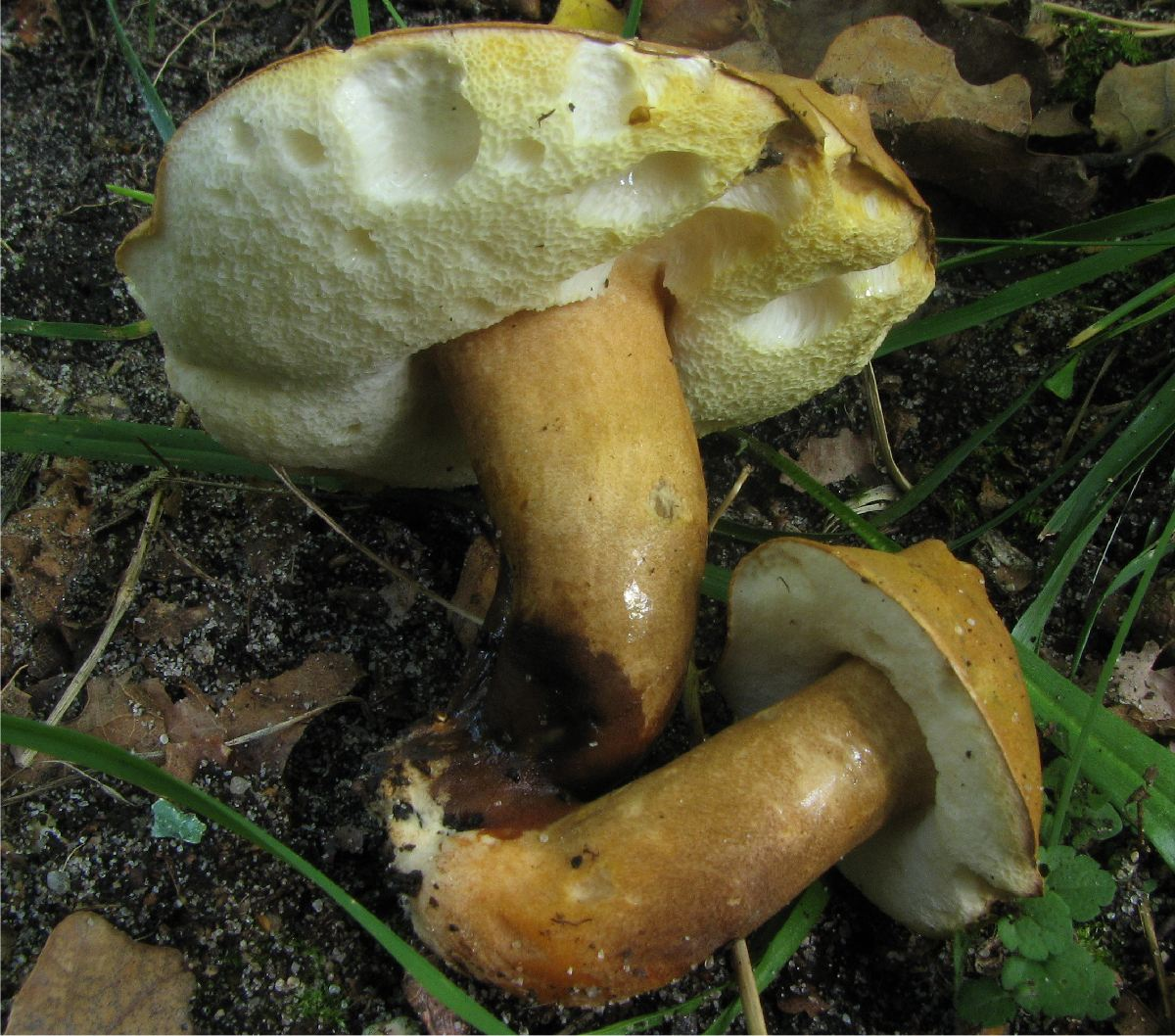
Gyroporus castaneus
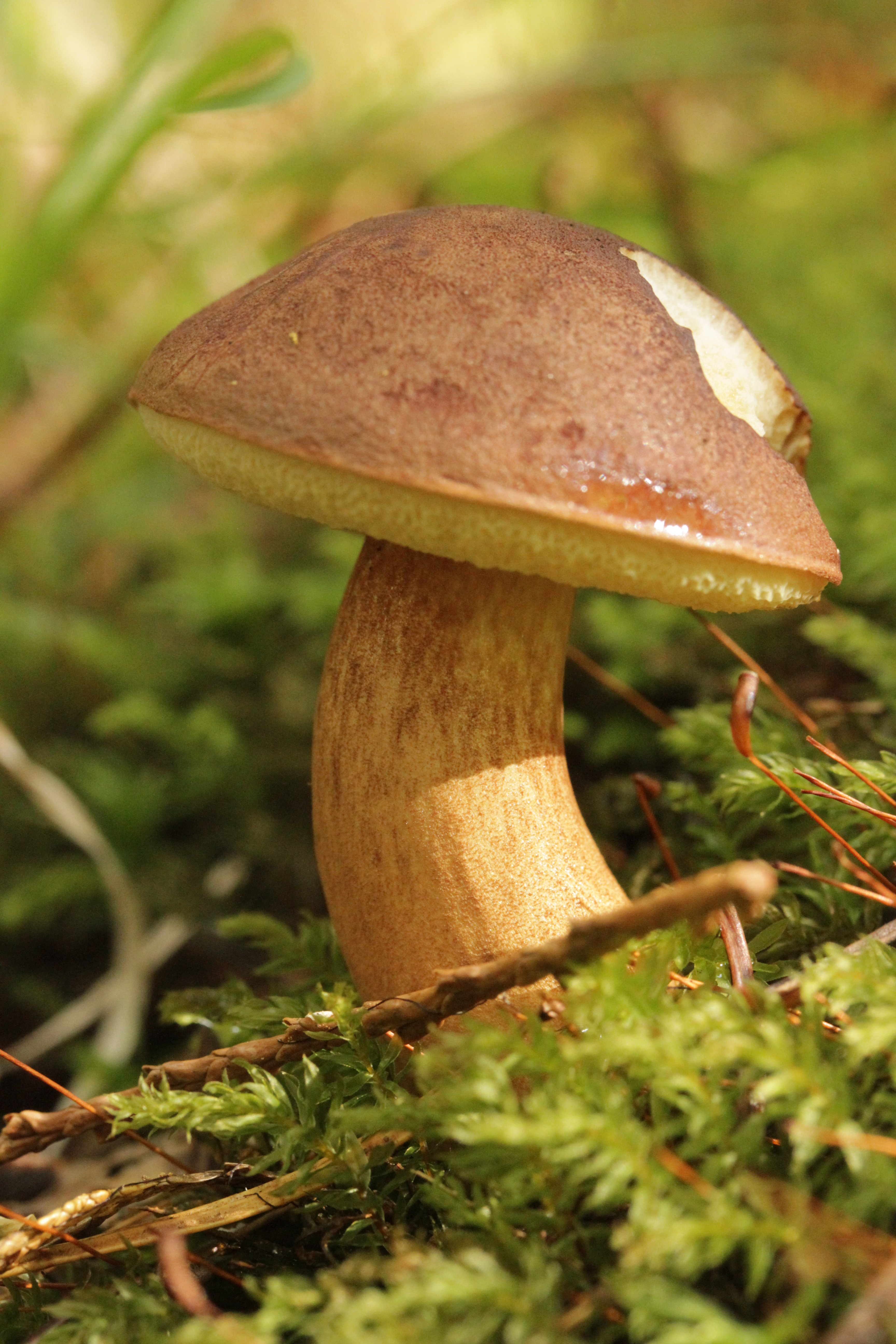
Imleria badia sin. Boletus badius
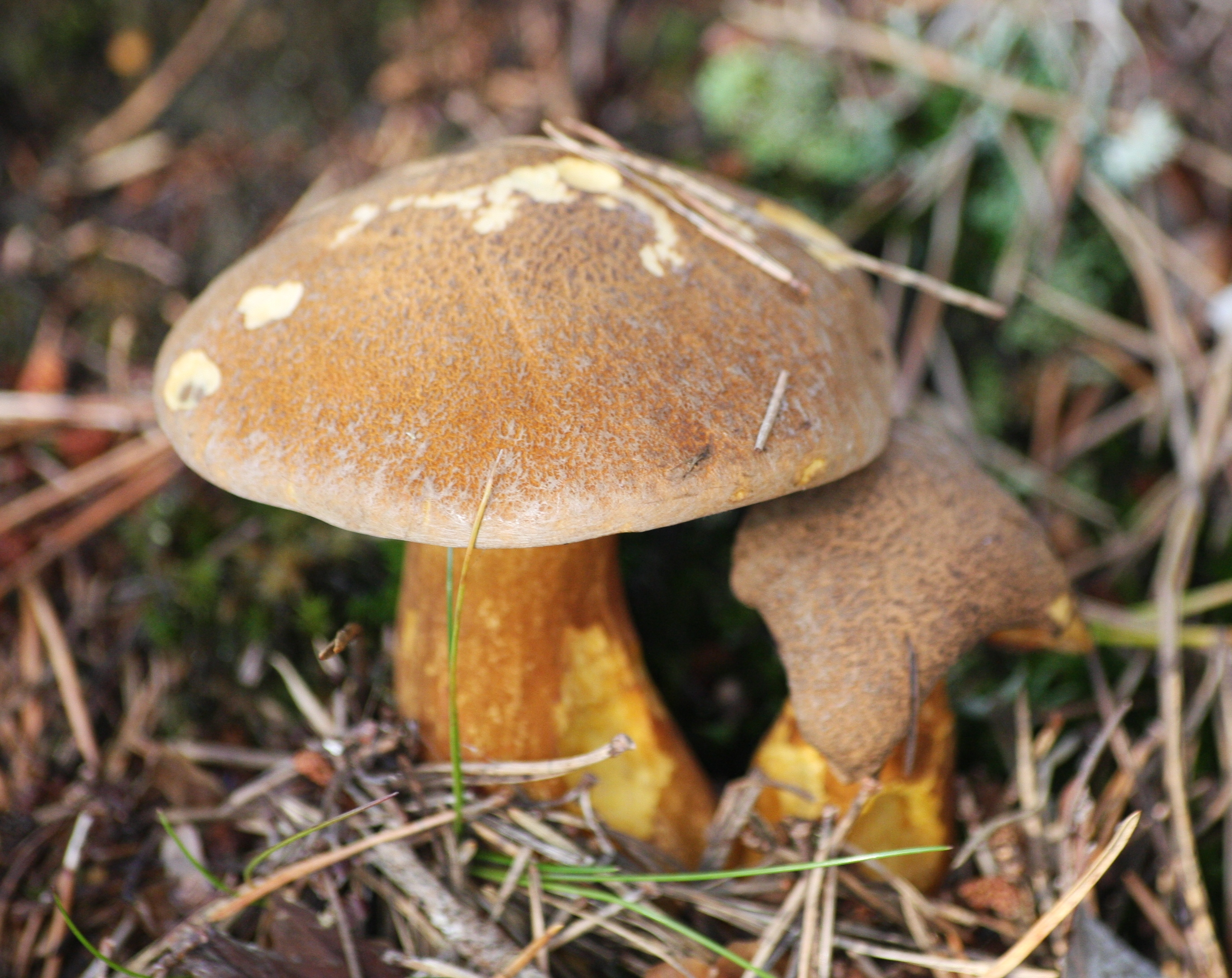
Suillus bovinus
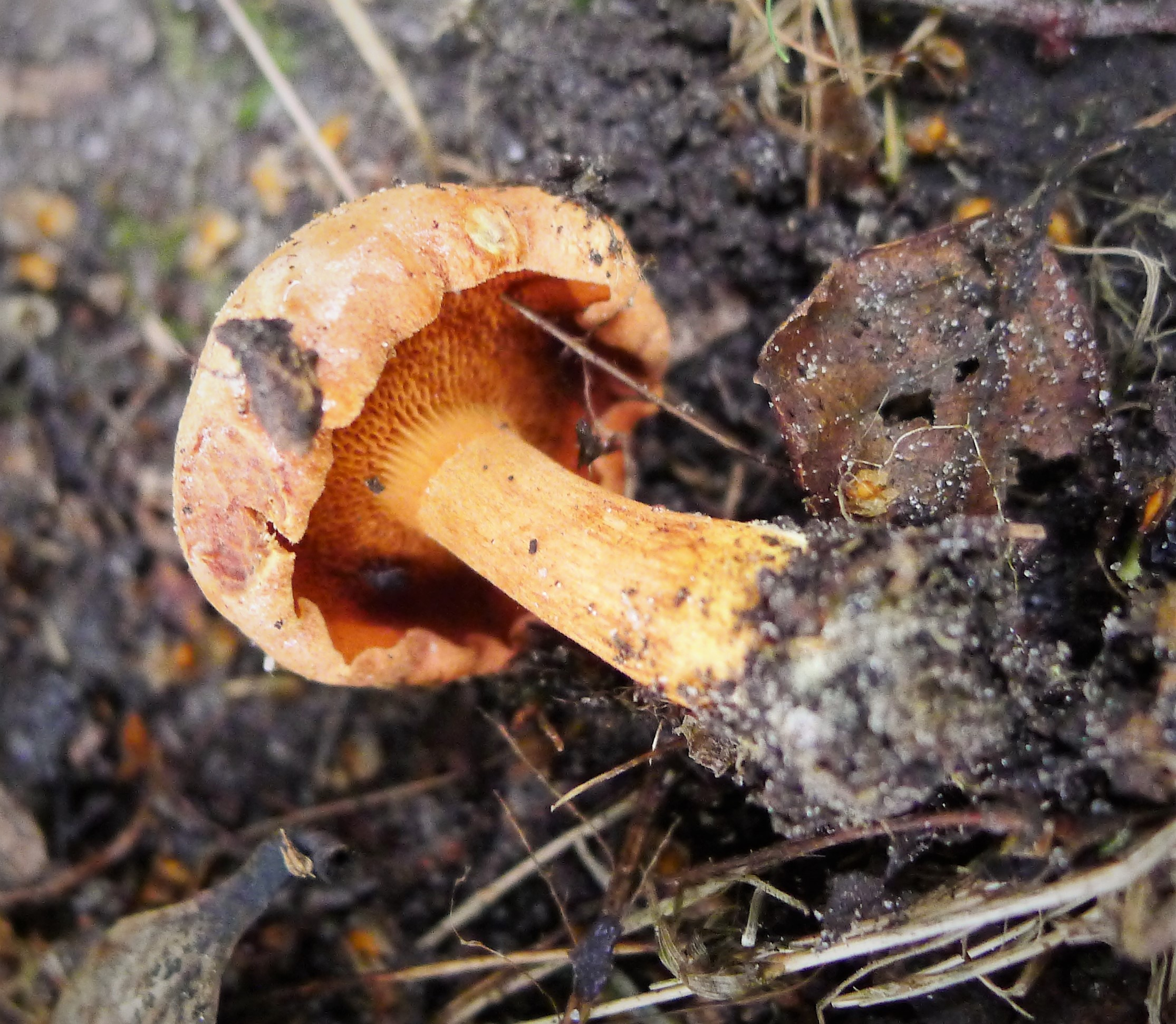
Suillus clavipes

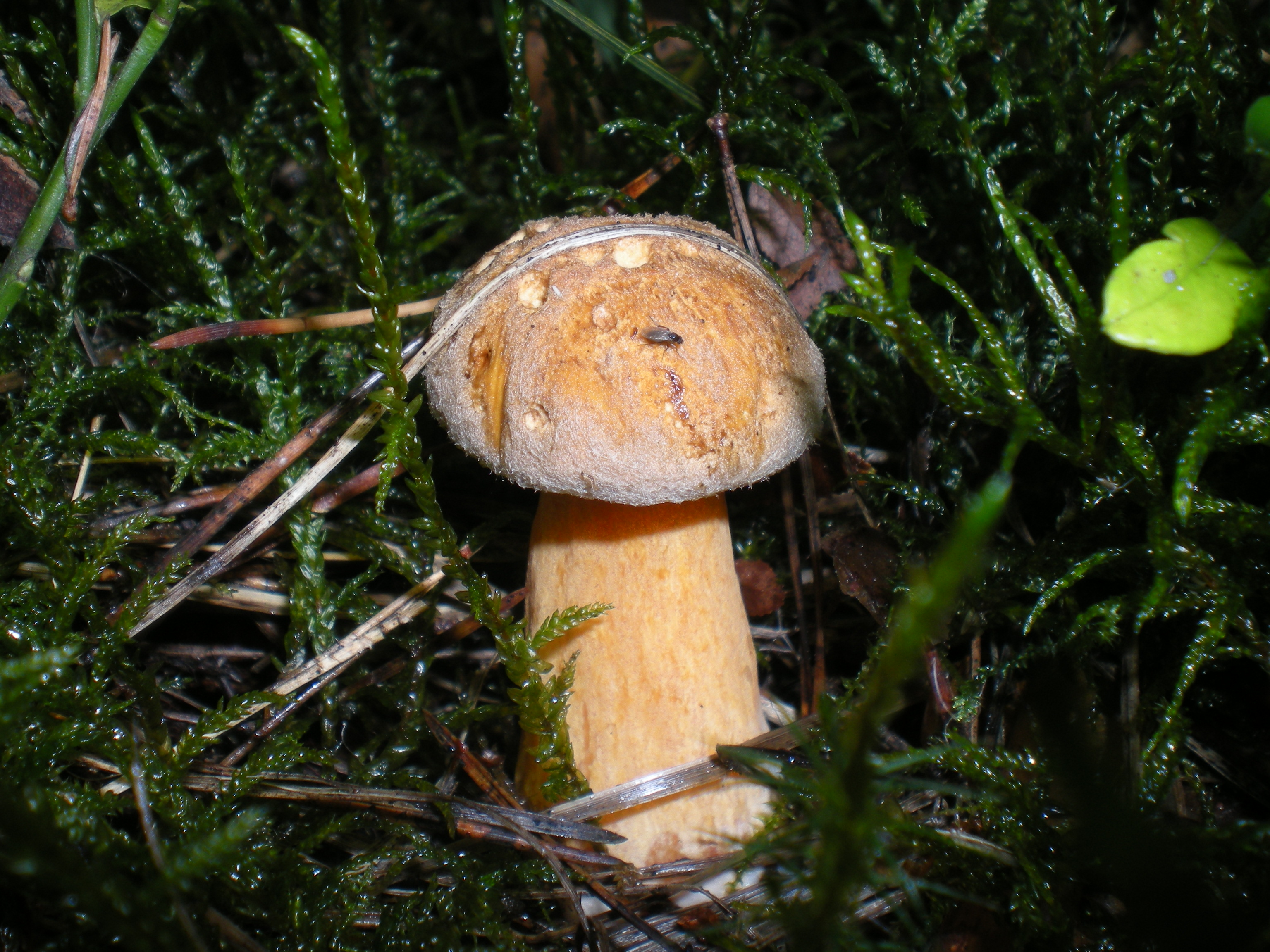
Suillus variegatus
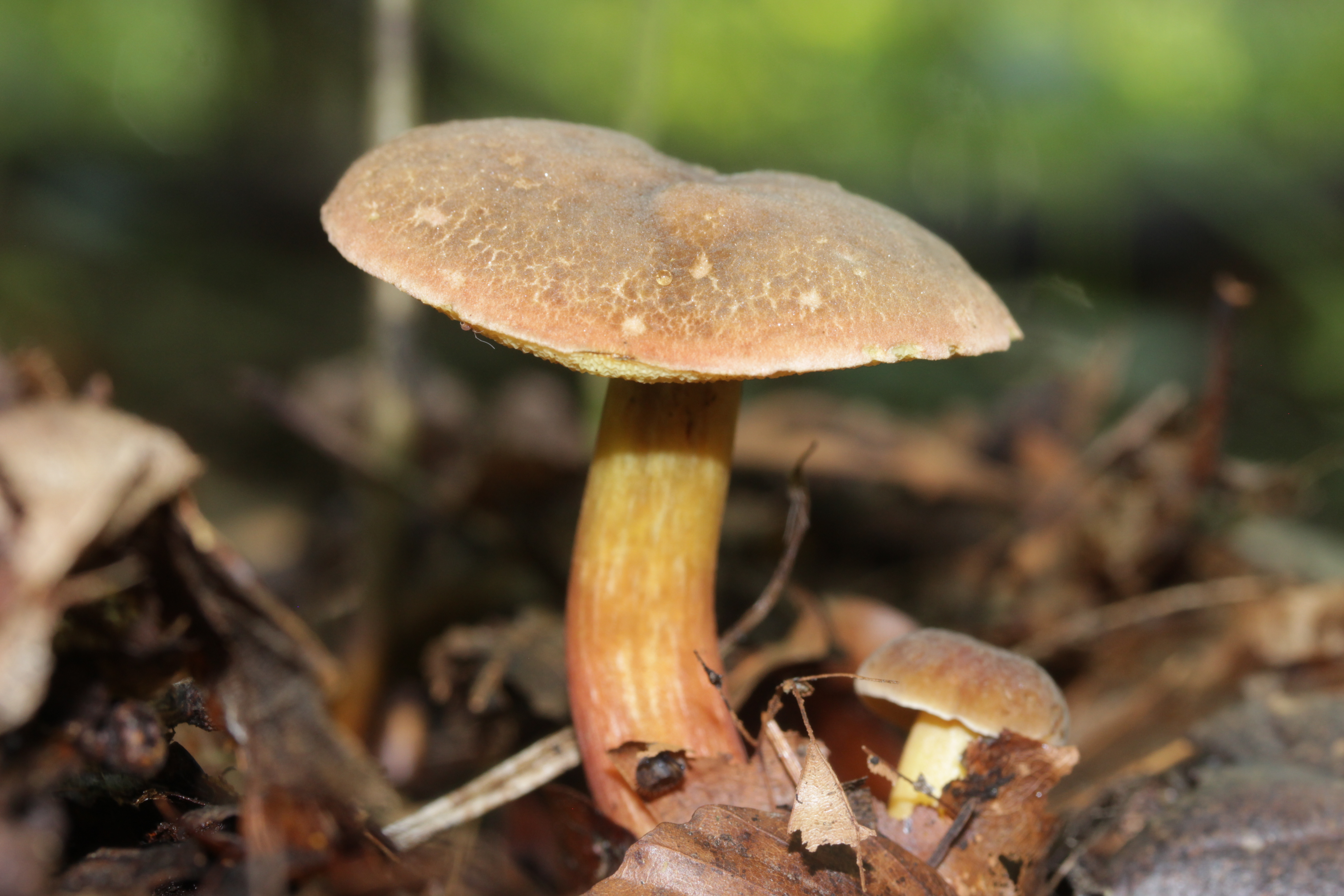
Xerocomellus chrysenteron
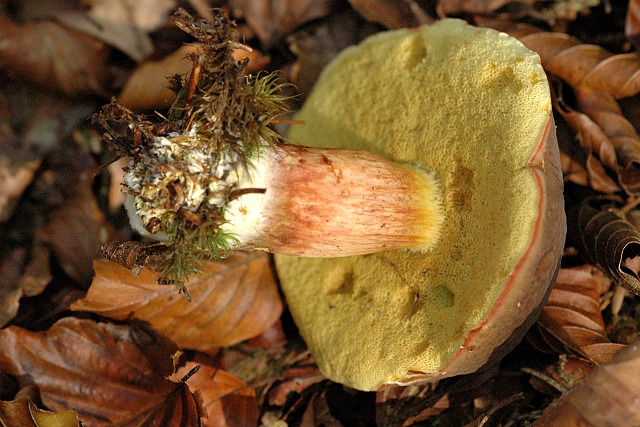
Xerocomellus pruinatus
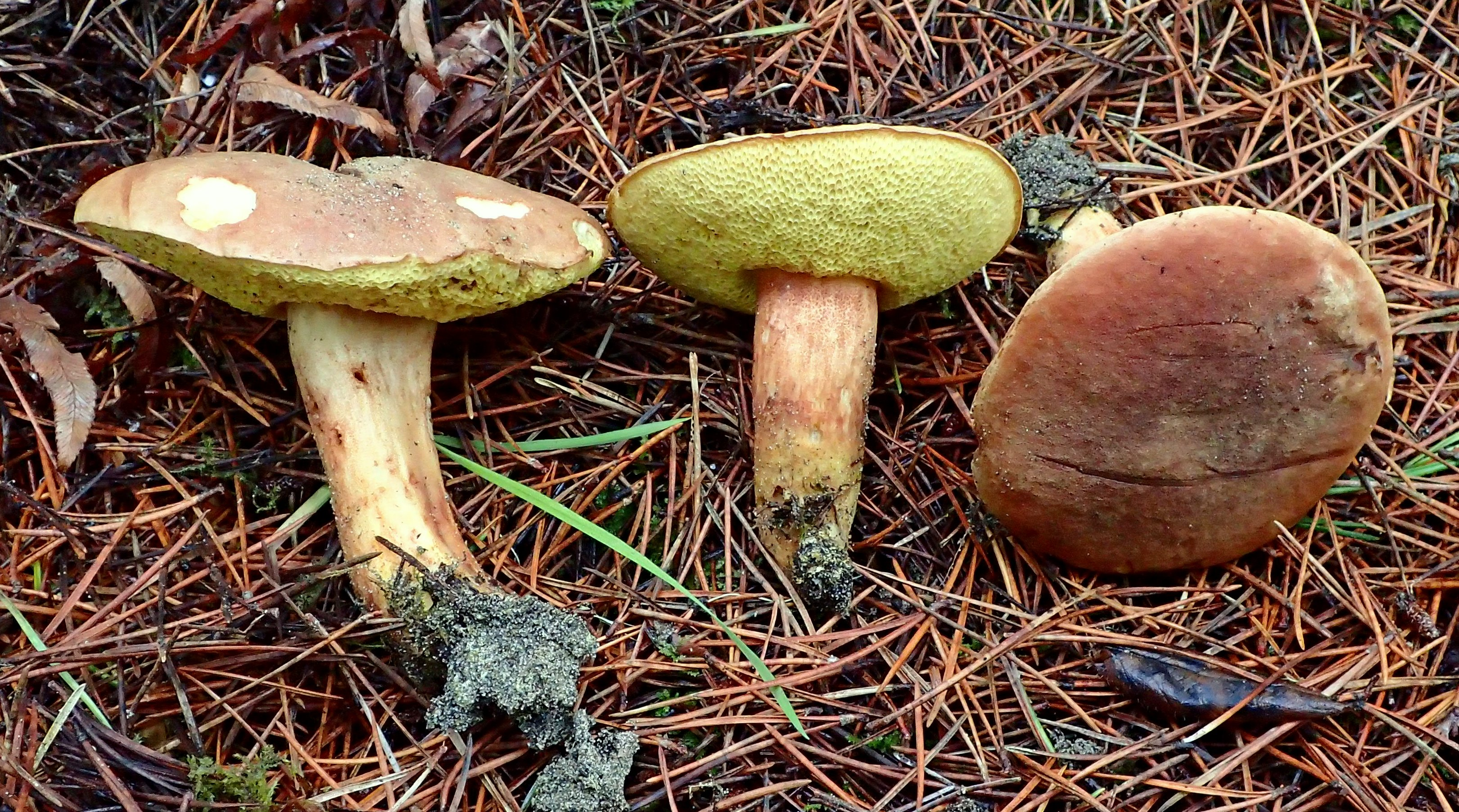
Xerocomus ferrugineus sin. Boletus ferrugineus
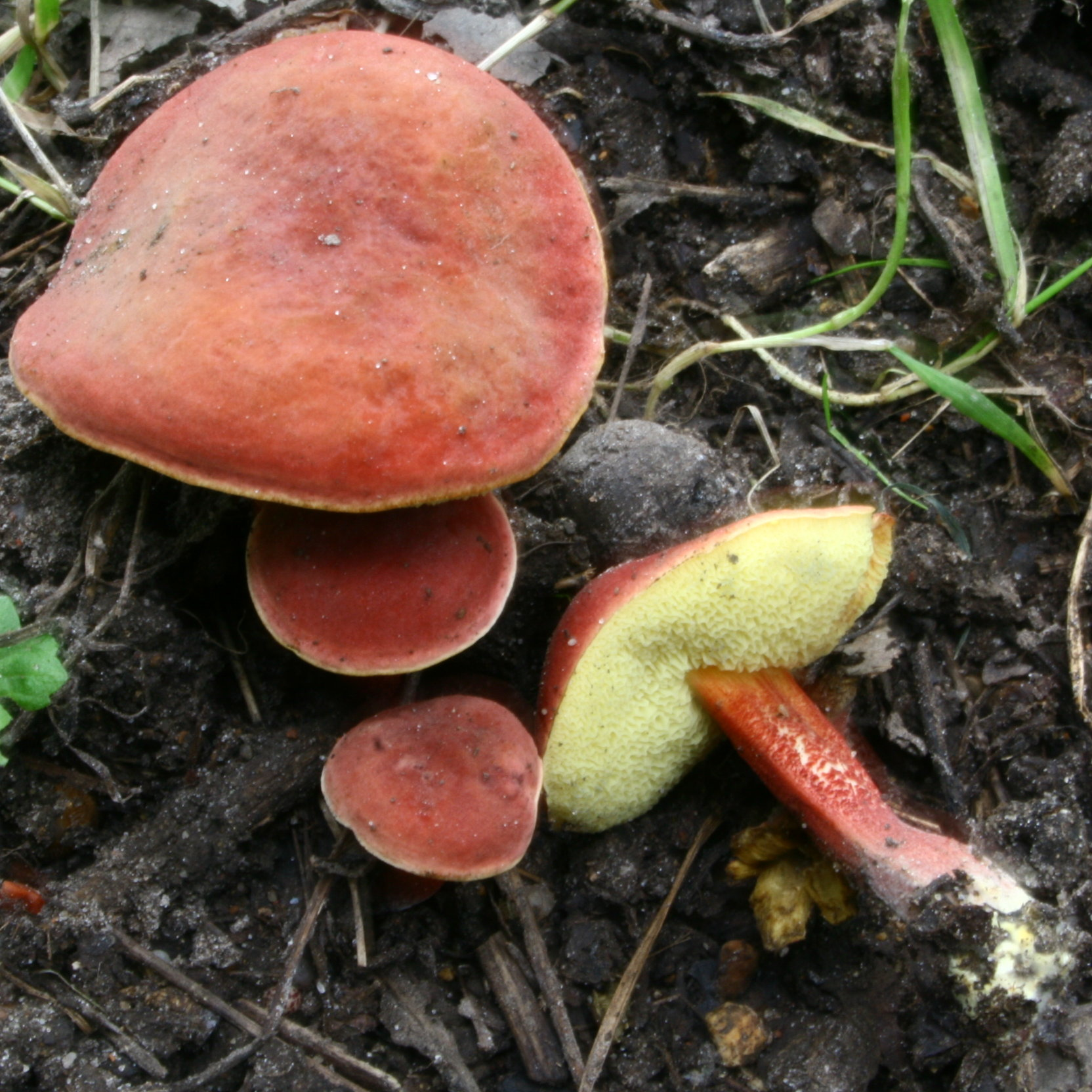
Xerocomus rubellus
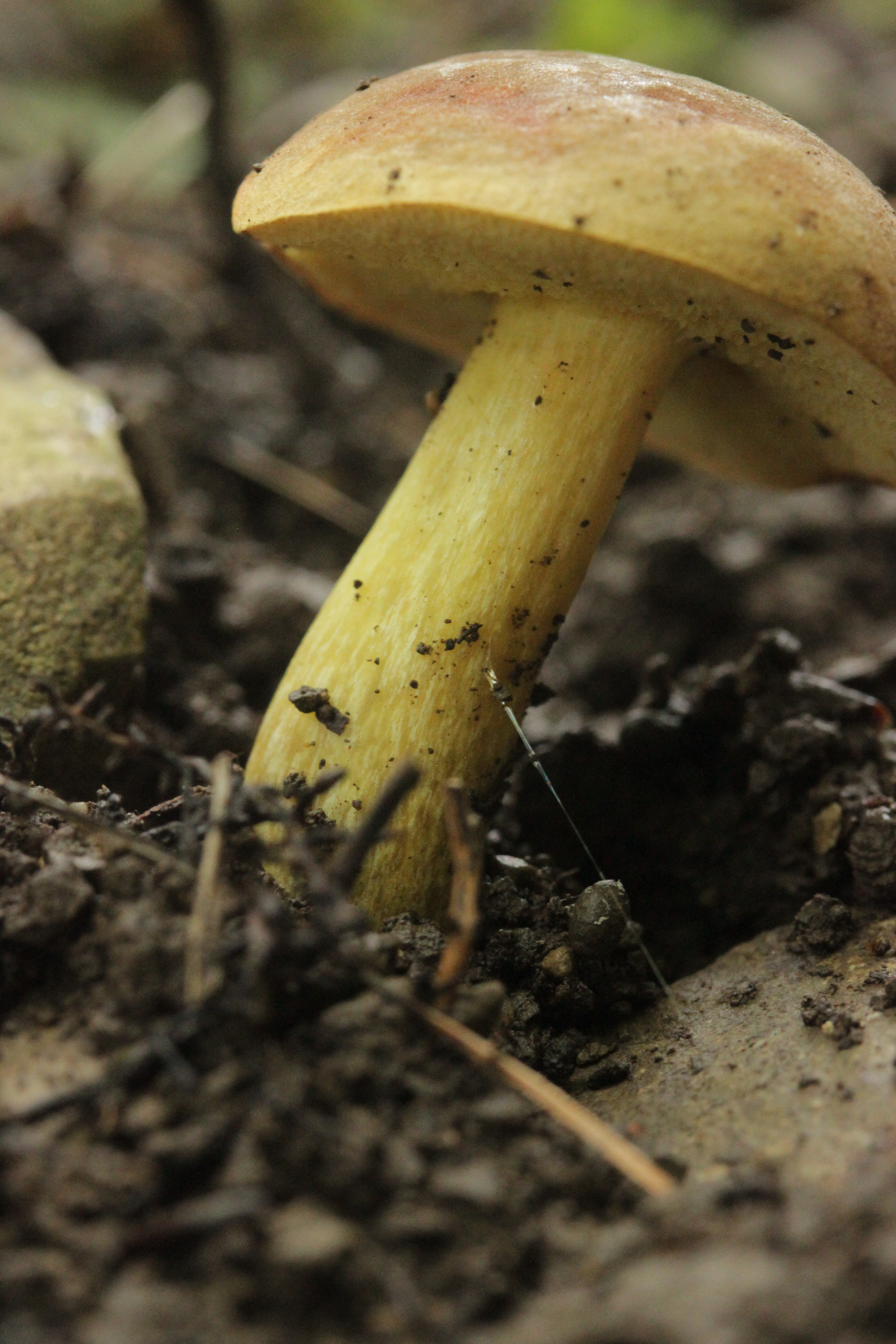
Xerocomus subtomentosus sin. Boletus subtomentosus

## Valorificare
Acest burete este gustos. Deși ceva mai mic, el poate fi pregătit în bucătărie ca hribul murg. La exemplare mai bătrâne îndepărtați porii precum piciorul care atunci este adesea tare năpădit de viermi.